# Antonio Delogu
Antonio Delogu (Nuoro, 19 gennaio 1942) è un filosofo italiano.

## Biografia

### Carriera universitaria
Ha conseguito la laurea in Giurisprudenza presso l'Università di Sassari nel 1965 e, come vincitore di una borsa di studio regionale di perfezionamento in Dottrina dello Stato, ha collaborato all’attività didattica e di ricerca con Antonio Pigliaru. 
È stato redattore del periodico del seminario di Dottrina dello Stato Il Trasimaco, fondato e diretto, negli anni 1966-69, da Antonio Pigliaru. 
Come vincitore di concorso ha insegnato Filosofia e Storia nei licei dal 1972 al 1982.
Nel 1982 ha preso servizio presso la Facoltà di Magistero dell’Università di Sassari in qualità di ricercatore. 
Nel 1987, come vincitore di concorso ordinario, è prof. associato e dal 2000 prof. ordinario di Filosofia morale presso la Facoltà di Lettere e Filosofia dell’Università degli Studi di Sassari. Ha cofondato i Quaderni sardi di filosofia e scienze umane. Ha fondato e diretto i Quaderni sardi di filosofia letteratura e scienze umane. 
Fa parte del comitato scientifico della rivista Segni e comprensione dell’Università di Lecce.
È stato direttore del Centro studi fenomenologici dell’Università di Sassari, ha fondato e diretto per diversi anni la sezione sassarese della Società Filosofica Italiana.
È stato direttore dal 2001 sino al 2009 della Scuola di specializzazione per la formazione degli insegnanti dell’Università di Sassari. Nel 1999 gli è stato conferito il Premio Sardegna-Cultura e nel 2006 il Premio Giuseppe Capograssi, dalla giuria presieduta da Giovanni Conso, presidente dell’Accademia dei Lincei.
Ha organizzato numerosi convegni, tenutisi in Sardegna, generalmente presso l’Università di Sassari. Tra questi: Realtà impegno progetto in Antonio Pigliaru (1978), Libertà e liberazione nel pensiero contemporaneo (1980); Etica e politica in Giuseppe Capograssi; G. B. Tuveri filosofo e politico (1984), Giov. Maria Dettori filosofo e teologo (1987), Esperienza religiosa e cultura contemporanea (1992), Le nuove frontiere della medicina tra etica e scienza (1996), Il pensiero filosofico di A. Vasa (1990); Nella scrittura di Salvatore Satta,  in collaborazione con A. M. Morace (2003); Filosofia e letteratura in Karol Wojtyla in collaborazione con A. M. Morace (2005); Attualità del pensiero di Augusto Del Noce (2011); Scrittura e memoria della Grande Guerra (2015) in collaborazione con A. M. Morace.
Ha partecipato in qualità di relatore ai convegni sul pensiero di Merleau-Ponty (Università di Lecce), E. Mounier (centro E. Mounier Reggio Emilia), J. P. Sartre (Università di Bari, Università Roma TRE, La Sorbona di Parigi), Antonio Gramsci (Università di Cagliari), Intellettuali e società in Sardegna nell’Ottocento (Università di Cagliari), Capograssi (Università La Sapienza, Roma), Augusto Del Noce (Università La Sapienza, Roma); G.B.Tuveri (Cagliari), Salvatore Satta, (Trieste); su Corpo e psiche: l’invecchiamento (Chiavari), su I vissuti: tempo e spazio (Chiavari);  è stato relatore al Corso di formazione su Fenomenologia e psicopatologia promosso dal Dipartimento di salute mentale di Massa Carrara. 
Ha tenuto lezioni seminariali sul pensiero fenomenologico di K. Wojtyla nell’Università Cattolica di Lublino; sul pensiero di Giuseppe Capograssi nell’Università Complutense di Madrid, sul Diritto penale internazionale nell’Università di Ginevra, sul pensiero filosofico politico nella Sardegna dell’Ottocento nell’Università di Zurigo.
È stato responsabile del gruppo di ricerca dell’Ateneo sassarese su L’etica nella filosofia italiana e francese contemporanea, PRIN 2005-.
Ha collaborato alle riviste Annuario filosofico, Rivista internazionale di Filosofia del diritto, Nouvelle Revue théologique; al Dizionario storico del movimento cattolico in Italia (1860-80, 3/2), alla Enciclopedia Filosofica edita da Bompiani. Ha diretto il Master Mundis per la Dirigenza Scolastica promosso dall’Università di Sassari in collaborazione con la conferenza nazionale dei Rettori.

## Riconoscimenti
- Premio "Sardegna-Cultura"  (1999)
- Premio "Giuseppe Capograssi"  (2006)

## Pubblicazioni
- Filosofia e insegnamento della filosofia nella scuola secondaria, Tipografia editoriale moderna, Sassari, 1973.
- La critica di Merleau-Ponty alla concezione tomista dell’uomo e della libertà  in S. Tommaso nella storia del pensiero, Vol. 2, 1974.
- Teoria e prassi in A. Pigliaru, Quaderni sardi di filosofia e scienze umane, 1, 1977.
- La Filosofia Cattolica in Italia, Quaderni Sardi di filosofia e scienze Umane,  2-3,1978.
- Pluralismo culturale ed educazione in Colloquio interideologico,“ Orientamenti Pedagogici", 6, 1978.
- La Filosofia dell’educazione in A. Pigliaru; in Quaderni Sardi di filosofia e scienze umane,  4-5, 1980.
- Se la corrente calda… Un itinerario filosofico: Péguy, Sorel, Mounier, Sartre, Quaderni Sardi di filosofia e scienze umane,  7-10, 1981.
- M. Ponty, Esistenzialismo, Marxismo, Cristianesimo, (a cura di), Editrice La Scuola, Brescia, 1982.
- Né rivolta né rassegnazione - Saggio Su Merleau-Ponty, Ets, Pisa, 1982.
- Corpo e cosmo nell’esperienza morale, Quaderni Sardi di filosofia e scienze umane, 11-12, 1983.
- Non vi è terza (né altra via) nell’ “Esprit” di E. Mounier; in Quaderno Filosofico,  8, 1983.
- Temporalità e prassi in S. Weil,  Progetto,  19-20, 1984.
- Temporalità e prassi in J.P. Sartre  in J. P. Sartre, teoria scrittura impegno, a cura di V. Carofiglio e G. Semerari, Ed. Dedalo, Bari, 1985.
- Una filosofia disarmata: M. Merleau- Ponty  in Esistenza impegno progetto in Merleau-Ponty, a cura di G. Invitto, Guida, Napoli, 1985.
- Storia e prassi in Emmanuel Mounier; in La ragione della democrazia, Ed. Dell'oleandro, Roma 1986.
- Giuseppe Capograssi e la cultura filosofico-giuridica in Sardegna,  Quaderni sardi di filosofia e scienze umane, 15-16,1987.
- Note per una fenomenologia della esperienza religiosa; in Aa. Vv., Chi è Dio. Università Lateranense, Herder, Roma, 1988.
- Storia della cultura filosofico-giuridica, Enciclopedia della Sardegna, 1988.
- La Filosofia etico-politica di Giov. M. Dettori e la cultura sardo-piemontese tra Settecento e Ottocento, Quaderni Sardi di Filosofia e Scienze Umane, 17-18, 1989.
- Il «nucleo di vita e di luce del Rousseau capograssiano  in Due convegni su Giuseppe Capograssi, a cura di F. Mercadante, Giuffè, Milano, 1990.
- Filosofia e società in Sardegna tra Settecento e Ottocento in La Sardegna e la rivoluzione francese, a cura di M. Pinna, Editore, 1990.
- La Filosofia giuridica e etico-politica negli intellettuali sardi della prima metà dell’Ottocento: D. A. Azuni, D. Fois, P. Tola, G. Manno  in Intellettuali e società in Sardegna tra Restaurazione e Unità d’Italia,  Editore, 1990.
- Le Radici fenomenologico-capograssiane di S. Satta giurista-scrittore; in Salvatore Satta giurista-scrittore,  a cura di U. Collu, Edizioni, Nuoro, 1990.
- Soggetto debole, etica forte: da S. Weil a E. Levinas; in Le Rivoluzioni di S. Weil, a cura di G. Invitto, Capone Editore, Lecce, 1990.
- Pigliaru e Gramsci in Socialismo e democrazia, Archivio sardo del movimento operaio contadino e autonomistico, 38-40, 1992.
- Tracce del postmoderno in Simone Weil, in Moderno e postmoderno nella filosofia italiana oggi,  a cura di U. Collu, Consorzio per la pubblica lettura S. Satta, Nuoro, 1992.
- Società e filosofia in Sardegna - Giov. Battista Tuveri (1815-1887), FrancoAngeli, Milano, 1992.
- Cultura barbaricina e banditismo in A.Pigliaru e M.Pira in L’Europa delle diversità, FrancoAngeli, Milano, 1993.
- Prospettive fenomenologiche nella cultura contemporanea; in Quaderni sardi di filosofia letteratura e scienze umane, Vol., 1994.
- Asproni e i filosofi sardi contemporanei in Giorgio Asproni e il suo ‘Diario Politico’, Cuec, Cagliari, 1994.
- Domenico Alberto Azuni, Elogio della pace, a cura di, Assessorato Regionale alla Pubblica Istruzione, Cagliari, 1994.
- Multidimensionalità della esistenza, in Quaderni sardi di filosofia, letteratura e scienze umane,  2-3,1995.
- D.A. Azuni filosofo della pace, in Francia e Italia negli anni della rivoluzione, Laterza, Bari, 1995.
- La Preghiera in J. P. Sartre in Esperienza religiosa e cultura contemporanea, a cura di, Diabasis, Reggio Emilia, 1995.
- Note su etica comunitaria e etica planetaria, in Quaderni sardi di filosofia, letteratura e scienze umane,  4-5, 1996.
- Temporalità esistenza sofferenza, in Esistenza e i vissuti «Tempo» e «Spazio», a cura di A. Dentone, Bastogi, Foggia, 1996.
- Le Relazioni Intermediterranee e il pensiero di D.A. Azuni, in Il regionalismo internazionale mediterraneo nel 50º Anniversario delle Nazioni Unite, Consiglio Regionale della Sardegna, Cagliari, 1997.
- La Festa e la via: una lettura fenomenologica, in Quaderni sardi di filosofia, letteratura e scienze umane,  6-7, 1998.
- Corpo e psiche: l’invecchiamento in Minkoswski, in Corpo e psiche, a cura di A. Dentone, L’invecchiamento, Bastogi, Foggia, 1998.
- Cosmopolitismo e federalismo nel pensiero politico sardo dell’Ottocento, in Il federalismo tra filosofia e politica. Edizioni, 1998
- Questioni Morali - La prospettiva fenomenologica, Istituto Italiano Di Bioetica, Macroedizioni, Cesena, 1998.
- L’etica della mediazione, in Il problema della pena minorile, FrancoAngeli, Milano, 1999.
- La filosofia in Sardegna (1750-1915),  Etica Diritto Politica, Condaghes, Cagliari, 1999.
- Antonio Pigliaru, La lezione di Capograssi, a cura di, Edizioni Spes, Roma, 2000.
- Note su Del Noce e il nichilismo; in Quaderni sardi di filosofia, letteratura e scienze umane,  8, 2001.
- Repubblica e civiche virtù, in Lezioni per la repubblica. La festa è tornata in città, Diabasis, Reggio Emilia, 2001.
- K. Wojtyla, L’uomo nel campo della responsabilità, a cura di, Bompiani, Milano, 2002.
- Federalismo e progettualità politico-sociale in Carlo Cattaneo e Giovanni Battista Tuveri, in Quaderni sardi di filosofia, letteratura e scienze umane,  11, 2003.
- Cattaneo e G.B. Tuveri in Carlo Cattaneo temi e interpretazioni, a cura di M. Corrias Corona, Centro Editoriale Toscano, Firenze, 2003.
- Al confine ed oltre. La sofferenza tra normalità e patologia, Edizioni Universitarie, Roma, 2003.
- J. P. Sartre, Barionà o il figlio del tuono,  a cura di, Marinotti, Milano, 2003.
- Due Filosofi militanti: Carlo Cattaneo e Giovanni Battista Tuveri in Cattaneo e Garibaldi. Federalismo e Mezzogiorno, a cura di A. Trova, G. Zichi,  Carocci, Roma, 2004.
- Esperienza e pena in Salvatore Satta in Nella scrittura di Salvatore Satta, Magnum, Sassari, 2004.
- Note Introduttive alla filosofia di Wojtyla, Orientamenti Sociali Sardi, X,  2005.
- Note sul cristianesimo di Antonio Pigliaru, Orientamenti Sociali Sardi,  Nov-Dic., 2006.
- Etica e santità in Simone Weil; in Etica contemporanea e santità, Edizioni Rosminiane, Stresa, 2006.
- Legge morale e legge civile in Natura umana, evoluzione ed etica. Annuario di Filosofia, Guerini e Associati, Milano, 2007.
- V. Jankélévitch, Corso di filosofia morale, a cura di, Raffaello Cortina, Milano, 2007.
- Filosofia e letteratura in Karol Wojtyla, Urbaniana University Press, Roma 2007.
- La phénoménologie de l’agir moral selon Karol Wojtyla, in Nouvelle Revue Theologique, Vol. 130.
- Prefazione all’analisi dell’esperienza comune in Giuseppe Capograssi, in La vita etica, a cura di F. Mercadante, Bompiani Milano 2008.
- La noia in Vladimir Jankélévich, in In Dialogo con Vladimir Jankélévich., a cura di Lisciani Petrini, Mimesis, Milano, 2009.
- La filosofia di Giuseppe Capograssi in Esperienza e verità - Giuseppe Capograssi filosofo oltre il nostro tempo, (a cura di),  Il Mulino, Bologna 2009.
- L’eredità di Giuseppe Capograssi nel pensiero di Antonio Pigliaru, in Antonio Pigliaru. Saggi Capograssiani, a cura di, Edizioni Spes, Roma, 2011.
- La actualidad del uso Capograssiano de la razon, in Liberar la razon. El conocimiento Universitario y el sentido religioso en confrontacion, Editorial Fragua, Madrid 2011.
- Ragione e mistero, in Orientamenti Sociali Sardi,  XV, 2011.
- Il pensiero di Augusto Del Noce sul Magistero della Chiesa, in Attualità del pensiero di Augusto Del Noce, (a cura di), Cantagalli, Siena, 2012.
- Contro lo scientismo. Una esperienza di vita, in Gesù Di Nazareth all’Università, a cura di P. Azzaro, Libreria Editrice Vaticana, Roma, 2012.
- Libertà di coscienza e religione, in Martha C. Nussbaum, in Nel mondo della coscienza – verità, libertà, santità, Centro Internazionale di Studi Rosminiani, Stresa, 2013.
- Individuo Stato e comunità nel pensiero di Antonio Pigliaru, in Le radici del pensiero sociologico – giuridico, a cura di A. Febbrajo, Giuffré, Milano, 2013.
- La pace e la guerra nel pensiero di Eduardo Cimbali e Giorgio Del Vecchio docenti nell’Università di Sassari (1904-1912) in Scrittura e memoria della Grande Guerra, a cura di A. Delogu e A.M. Morace, Pisa, ETS, 2017
- Questioni di senso-Breviario filosofico, Donzelli, Roma, 2017.
- La vita e il diritto nell’opera di Salvatore Satta, Nuoro, 2017.